# Executive Order 13470
Die präsidentschaftliche Executive Order 13470 ist eine von George W. Bush am 30. Juli 2008 erlassene Anweisung, die eine Ergänzung der Executive Order 12333 darstellt, die die Aufgaben des Director of National Intelligence (DNI), dem Geheimdienstkoordinator im Kabinettsrang der Vereinigten Staaten regelt. Die Executive Order 13470 ist eine Erweiterung der Befugnisse des DNI.